# Trofeo Concepción Arenal
El Trofeo Concepción Arenal es un torneo de verano de fútbol que se disputa desde 1953 en Ferrol, Galicia (España). Se trata de uno de los torneos futbolísticos de mayor prestigio y antigüedad que se celebran en España, dedicado a la insigne escritora ferrolana Concepción Arenal.

## Historia
Encuadrado dentro de las fiestas de verano de la ciudad, el entonces Alcalde de Ferrol, José Manuel Alcántara Rocafort y su Concejal de Deportes, Manuel Seijas Brea, fueron sus principales impulsores. Durante su historia, la organización del torneo corrió a cargo del Ayuntamiento ferrolano, del Patronato Municipal de Deportes o del Racing Club de Ferrol, equipo que se encarga de la misma en sus últimas ediciones.
Comenzó en 1953 con un encuentro entre el Athletic Club y el Valencia C. F., alzándose el equipo bilbaíno con el trofeo. Numerosos equipos han participado en el mismo, tanto españoles como extranjeros, entre los que destacan el Real Madrid Club de Fútbol, Real Club Celta de Vigo, Fútbol Club Barcelona , Valencia C. F., Ajax de Ámsterdam, Aston Villa Football Club...
Durante su extensa trayectoria, el trofeo se ha disputado bajo diferentes formatos: triangular, con semifinales y final o exclusivamente a partido único. No se ha celebrado en 13 ocasiones, en los años 1955, 1961, 1972, 1980, 1983, 1990, 2000 (por trabajos de reposición del césped del estadio de A Malata), 2012, 2014. En 2020 y 2021 (por la pandemia de COVID),en 2023 por las obras de remodelación del estadio de A Malata tras el ascenso a Segunda División, para cumplir con las exigencias de LaLiga, y en 2024.
El actual campeón, tras ganar la LIX edición, disputada en el estadio de A Malata el 20 de agosto de 2022, es el Racing Club de Ferrol.

## Sede de los partidos
El trofeo Concepción Arenal se juega desde 1993 en el estadio de A Malata, en Ferrol, España, a excepción de la edición de 2001, disputada en el campo de fútbol de A Gándara, por obras en A Malata.
Hasta la edición de 1992, se disputaba en el desaparecido estadio Manuel Rivera.

## Palmarés
Los campeones señalados con un asterisco (*) se impusieron en la tanda de penaltis.
| Año  | Part.         | Equipo 1                         |               | Equipo 2                         |               | Campeón                           |
| ---- | ------------- | -------------------------------- | ------------- | -------------------------------- | ------------- | --------------------------------- |
| 1953 | Final         | Athletic Club                    | 3             | Valencia C. F.                   | 1             | Athletic Club                     |
| 1954 | Final         | Valencia C. F.                   | 5             | Club Atlético de Madrid          | 4             | Valencia C. F.                    |
| 1955 | No disputado. | No disputado.                    | No disputado. | No disputado.                    | No disputado. | No disputado.                     |
| 1956 | Sem. 1        | Real Club Celta de Vigo          | 0             | Real Oviedo                      | 2             |                                   |
| 1956 | Sem. 2        | Racing Club de Ferrol            | 1             | Real Club Deportivo de La Coruña | 2             |                                   |
| 1956 | 3.º y 4.º     | Real Club Celta de Vigo          | 4             | Racing Club de Ferrol            | 0             |                                   |
| 1956 | Final         | Real Oviedo                      | 0             | Real Club Deportivo de La Coruña | 1             | Real Club Deportivo de La Coruña  |
| 1957 | Part. 1       | Racing Club de Ferrol            | 1             | Real Club Deportivo de La Coruña | 2             |                                   |
| 1957 | Part. 2       | Real Club Celta de Vigo          | 4             | Real Club Deportivo de La Coruña | 1             |                                   |
| 1957 | Part. 3       | Real Club Celta de Vigo          | 4             | Racing Club de Ferrol            | 1             | Real Club Celta de Vigo           |
| 1958 | Part. 1       | Real Betis Balompié              | 2             | Racing Club de Ferrol            | 1             |                                   |
| 1958 | Part. 2       | Racing Club de Ferrol            | 1             | Real Oviedo                      | 3             |                                   |
| 1958 | Part. 3       | Real Betis Balompié              | 2             | Real Oviedo                      | 0             | Real Betis Balompié               |
| 1959 | Part. 1       | Racing Club de Ferrol            | 3             | Real Zaragoza                    | 0             |                                   |
| 1959 | Part. 2       | Racing Club de Ferrol            | 2             | Real Valladolid                  | 2             |                                   |
| 1959 | Part. 3       | Real Zaragoza                    | 3             | Real Valladolid                  | 0             | Racing Club de Ferrol             |
| 1960 | Part. 1       | UD Salamanca                     | 0             | Real Murcia                      | 2             |                                   |
| 1960 | Part. 2       | UD Salamanca                     | 1             | Racing Club de Ferrol            | 2             |                                   |
| 1960 | Part. 3       | Real Murcia                      | 1             | Racing Club de Ferrol            | 1             | Real Murcia*                      |
| 1961 | No disputado. | No disputado.                    | No disputado. | No disputado.                    | No disputado. | No disputado.                     |
| 1962 | Final         | Real Betis Balompié              | 1             | Real Club Deportivo de La Coruña | 1             | Real Betis Balompié*              |
| 1963 | Final         | Real Club Deportivo de La Coruña | 1             | Vitória Sport Clube              | 1             | Real Club Deportivo de La Coruña* |
| 1964 | Sem.          | Racing Club de Ferrol            | 1             | Real Club Celta de Vigo          | 0             |                                   |
| 1964 | Final         | Racing Club de Ferrol            | 2             | Real Club Deportivo de La Coruña | 1             | Racing Club de Ferrol             |
| 1965 | Sem.          | Racing Club de Ferrol            | 5             | Real Club Deportivo de La Coruña | 1             |                                   |
| 1965 | Final         | Racing Club de Ferrol            | 3             | Vitória Sport Clube              | 1             | Racing Club de Ferrol             |
| 1966 | Final         | Real Club Deportivo de La Coruña | 1             | Racing Club de Ferrol            | 1             | Real Club Deportivo de La Coruña* |
| 1967 | Sem. 1        | Racing Club de Ferrol            | 1             | Real Club Deportivo de La Coruña | 0             |                                   |
| 1967 | Sem. 2        | Real Club Celta de Vigo          | 2             | Pontevedra CF                    | 1             |                                   |
| 1967 | Final         | Real Club Celta de Vigo          | 1             | Racing Club de Ferrol            | 0             | Real Club Celta de Vigo           |
| 1968 | Final         | Fútbol Club Barcelona            | 2             | Real Zaragoza                    | 0             | Fútbol Club Barcelona             |
| 1969 | Final         | Real Club Deportivo de La Coruña | 2             | Racing Club de Ferrol            | 1             | Real Club Deportivo de La Coruña  |
| 1970 | Final         | Racing Club de Ferrol            | 1             | Real Sporting de Gijón           | 2             | Real Sporting de Gijón            |
| 1971 | Sem.          | Real Oviedo                      | 1             | Real Sporting de Gijón           | 3             |                                   |
| 1971 | Final         | Racing Club de Ferrol            | 1             | Real Sporting de Gijón           | 3             | Real Sporting de Gijón            |
| 1972 | No disputado. | No disputado.                    | No disputado. | No disputado.                    | No disputado. | No disputado.                     |
| 1973 | Final         | Real Club Deportivo de La Coruña | 2             | Racing Club de Ferrol            | 1             | Real Club Deportivo de La Coruña  |
| 1974 | Part. 1       | Real Club Deportivo de La Coruña | 2             | Burgos Club de Fútbol            | 1             |                                   |
| 1974 | Part. 2       | Real Club Deportivo de La Coruña | 3             | Wisła Kraków                     | 1             |                                   |
| 1974 | Part. 3       | Racing Club de Ferrol            | 0             | Wisła Kraków                     | 3             | Real Club Deportivo de La Coruña  |
| 1975 | Final         | Racing Club de Ferrol            | 0             | Club Deportivo Palestino         | 4             | Club Deportivo Palestino          |
| 1976 | Sem. 1        | Racing Club de Ferrol            | 2             | Académica de Coimbra             | 0             |                                   |
| 1976 | Sem. 2        | Unión Deportiva Las Palmas       | 2             | Granada Club de Fútbol           | 0             |                                   |
| 1976 | 3.º y 4.º     | Granada Club de Fútbol           | 1             | Académica de Coimbra             | 0             |                                   |
| 1976 | Final         | Racing Club de Ferrol            | 1             | Unión Deportiva Las Palmas       | 2             | Unión Deportiva Las Palmas        |
| 1977 | Final         | Racing Club de Ferrol            | 1             | Real Madrid Club de Fútbol       | 2             | Real Madrid Club de Fútbol        |
| 1978 | Sem. 1        | Elche Club de Fútbol             | 1             | Unión Deportiva Salamanca        | 0             |                                   |
| 1978 | Sem. 2        | Racing Club de Ferrol            | 2             | Atlético Clube de Portugal       | 0             |                                   |
| 1978 | 3.º y 4.º     | Unión Deportiva Salamanca        | 2             | Atlético Clube de Portugal       | 1             |                                   |
| 1978 | Final         | Racing Club de Ferrol            | 0             | Elche Club de Fútbol             | 1             | Elche Club de Fútbol              |
| 1979 | Sem. 1        | Racing Club de Ferrol            | 0             | Real Club Deportivo de La Coruña | 0             |                                   |
| 1979 | Sem. 2        | Real Sociedad de Fútbol          | 0             | Real Betis Balompié              | 0             |                                   |
| 1979 | 3.º y 4.º     | Real Betis                       | 5             | Real Club Deportivo de La Coruña | 2             |                                   |
| 1979 | Final         | Real Sociedad de Fútbol          | 2             | Racing Club de Ferrol            | 0             | Real Sociedad de Fútbol           |
| 1980 | No disputado. | No disputado.                    | No disputado. | No disputado.                    | No disputado. | No disputado.                     |
| 1981 | Final         | Racing Club de Ferrol            | 1             | Real Oviedo                      | 0             | Racing Club de Ferrol             |
| 1982 | Sem. 1        | Real Club Deportivo de La Coruña | 1             | Racing Club de Ferrol            | 1             |                                   |
| 1982 | Sem. 2        | Sociedad Deportiva Compostela    | 1             | Real Club Celta de Vigo          | 0             |                                   |
| 1982 | Final         | Real Club Deportivo de La Coruña | 4             | Sociedad Deportiva Compostela    | 0             | Real Club Deportivo de La Coruña  |
| 1983 | No disputado. | No disputado.                    | No disputado. | No disputado.                    | No disputado. | No disputado.                     |
| 1984 | Final         | Real Madrid Club de Fútbol       | 3             | Real Club Deportivo de La Coruña | 1             | Real Madrid Club de Fútbol        |
| 1985 | Final         | Racing Club de Ferrol            | 0             | Real Club Deportivo de La Coruña | 2             | Real Club Deportivo de La Coruña  |
| 1986 | Final         | Real Club Deportivo de La Coruña | 2             | Club Nacional de Montevideo      | 2             | Real Club Deportivo de La Coruña* |
| 1987 | Sem.          | Racing Club de Ferrol            | 0             | Caracas Fútbol Club              | 0             |                                   |
| 1987 | Final         | Real Club Deportivo de La Coruña | 4             | Caracas Fútbol Club              | 0             | Real Club Deportivo de La Coruña  |
| 1988 | Final         | Racing Club de Ferrol            | 2             | Endesa As Pontes CF              | 1             | Racing Club de Ferrol             |
| 1989 | Final         | Racing Club de Ferrol            | 1             | Unión Deportiva Salamanca        | 3             | Unión Deportiva Salamanca         |
| 1990 | No disputado. | No disputado.                    | No disputado. | No disputado.                    | No disputado. | No disputado.                     |
| 1991 | Final         | Real Club Celta de Vigo          | 2             | Racing Club de Ferrol            | 0             | Real Club Celta de Vigo           |
| 1992 | Final         | Racing Club de Ferrol            | 2             | Endesa As Pontes CF              | 2             | Endesa As Pontes CF*              |
| 1993 | Final         | Racing Club de Ferrol            | 1             | Sociedad Deportiva Compostela    | 3             | Sociedad Deportiva Compostela     |
| 1994 | Final         | Club Atlético de Madrid          | 0             | Aston Villa Football Club        | 0             | Aston Villa Football Club*        |
| 1995 | Final         | Real Zaragoza                    | 1             | Ajax de Ámsterdam                | 1             | Ajax de Ámsterdam*                |
| 1996 | Final         | Racing Club de Ferrol            | 1             | Real Club Deportivo de La Coruña | 3             | Real Club Deportivo de La Coruña  |
| 1997 | Final         | Racing Club de Ferrol            | 0             | Futebol Clube do Porto           | 1             | Futebol Clube do Porto            |
| 1998 | Final         | Racing Club de Ferrol            | 2             | Real Club Celta de Vigo          | 7             | Real Club Celta de Vigo           |
| 1999 | Final         | Racing Club de Ferrol            | 0             | Real Valladolid                  | 1             | Real Valladolid                   |
| 2000 | No disputado. | No disputado.                    | No disputado. | No disputado.                    | No disputado. | No disputado.                     |
| 2001 | Final         | Racing Club de Ferrol            | 2             | Real Sporting de Gijón           | 1             | Racing Club de Ferrol             |
| 2002 | Final         | Racing Club de Ferrol            | 0             | Real Club Deportivo de La Coruña | 1             | Real Club Deportivo de La Coruña  |
| 2003 | Final         | Racing Club de Ferrol            | 1             | Real Club Deportivo de La Coruña | 4             | Real Club Deportivo de La Coruña  |
| 2004 | Final         | Racing Club de Ferrol            | 1             | Real Club Celta de Vigo          | 1             | Real Club Celta de Vigo*          |
| 2005 | Final         | Racing Club de Ferrol            | 1             | Real Sporting de Gijón           | 0             | Racing Club de Ferrol             |
| 2006 | Final         | Racing Club de Ferrol            | 0             | Real Club Recreativo de Huelva   | 0             | Real Club Recreativo de Huelva*   |
| 2007 | Final         | Racing Club de Ferrol            | 4             | Pontevedra CF                    | 0             | Racing Club de Ferrol             |
| 2008 | Final         | Racing Club de Ferrol            | 2             | Real Zaragoza                    | 3             | Real Zaragoza                     |
| 2009 | Final         | Racing Club de Ferrol            | 0             | Rio Ave Futebol Clube            | 1             | Rio Ave Futebol Clube             |
| 2010 | Final         | Racing Club de Ferrol            | 0             | Real Club Celta de Vigo          | 3             | Real Club Celta de Vigo           |
| 2011 | Final         | Racing Club de Ferrol            | 1 (3)         | Real Club Deportivo de La Coruña | 1 (4)         | Real Club Deportivo de La Coruña* |
| 2012 | No disputado. | No disputado.                    | No disputado. | No disputado.                    | No disputado. | No disputado.                     |
| 2013 | Final         | Racing Club de Ferrol            | 1 (8)         | S. D. Ponferradina               | 1 (9)         | S. D. Ponferradina*               |
| 2014 | No disputado. | No disputado.                    | No disputado. | No disputado.                    | No disputado. | No disputado.                     |
| 2015 | Final         | Racing Club de Ferrol            | 1             | Club Deportivo Lugo              | 3             | Club Deportivo Lugo               |
| 2016 | Final         | Racing Club de Ferrol            | 0             | Real Club Deportivo de La Coruña | 2             | Real Club Deportivo de La Coruña  |
| 2017 | Final         | Racing Club de Ferrol            | 1             | Real Club Deportivo de La Coruña | 4             | Real Club Deportivo de La Coruña  |
| 2018 | Final         | Racing Club de Ferrol            | 0             | Real Club Deportivo de La Coruña | 1             | Real Club Deportivo de La Coruña  |
| 2019 | Final         | Racing Club de Ferrol            | 1             | S. D. Ponferradina               | 2             | S. D. Ponferradina                |
| 2020 | No disputado. | No disputado.                    | No disputado. | No disputado.                    | No disputado. | No disputado.                     |
| 2021 | No disputado. | No disputado.                    | No disputado. | No disputado.                    | No disputado. | No disputado.                     |
| 2022 | Final         | Racing Club de Ferrol            | 4             | Sociedad Deportiva Compostela    | 1             | Racing Club de Ferrol             |
| 2023 | No disputado. | No disputado.                    | No disputado. | No disputado.                    | No disputado. | No disputado.                     |
| 2024 | No disputado. | No disputado.                    | No disputado. | No disputado.                    | No disputado. | No disputado.                     |
| 2025 | Final         | Racing Club de Ferrol            | -             | Real Club Celta de Vigo Fortuna  | -             | -                                 |

## Campeones
| Equipo                       | Títulos | Año                                                                                           |
| ---------------------------- | ------- | --------------------------------------------------------------------------------------------- |
| R. C. Deportivo de La Coruña | 16      | 1956, 1963, 1966, 1969 1973, 1982, 1985, 1986, 1987, 1996, 2002, 2003, 2011, 2016, 2017, 2018 |
| Racing Club de Ferrol        | 10      | 1959, 1964, 1965, 1981, 1988, 1999, 2001, 2005, 2007, 2022                                    |
| R. C. Celta de Vigo          | 6       | 1957, 1967, 1991, 1998, 2004, 2010                                                            |
| Real Betis Balompié          | 2       | 1958, 1962                                                                                    |
| Real Sporting de Gijón       | 2       | 1970, 1971                                                                                    |
| Real Madrid C. F.            | 2       | 1977, 1984                                                                                    |
| S. D. Ponferradina           | 2       | 2013, 2019                                                                                    |
| Athletic Club                | 1       | 1953                                                                                          |
| Valencia C. F.               | 1       | 1954                                                                                          |
| Real Murcia C. F.            | 1       | 1960                                                                                          |
| F. C. Barcelona              | 1       | 1968                                                                                          |
| Wisła Cracovia               | 1       | 1974                                                                                          |
| Club Deportivo Palestino     | 1       | 1975                                                                                          |
| U. D. Las Palmas             | 1       | 1976                                                                                          |
| Elche C. F.                  | 1       | 1978                                                                                          |
| Real Sociedad                | 1       | 1979                                                                                          |
| U. D. Salamanca              | 1       | 1989                                                                                          |
| Endesas As Pontes C. F.      | 1       | 1992                                                                                          |
| S. D. Compostela             | 1       | 1993                                                                                          |
| Aston Villa F. C.            | 1       | 1994                                                                                          |
| Ajax de Ámsterdam            | 1       | 1995                                                                                          |
| F. C. Oporto                 | 1       | 1997                                                                                          |
| Real Valladolid C. F.        | 1       | 1999                                                                                          |
| RC Recreativo de Huelva      | 1       | 2006                                                                                          |
| Real Zaragoza                | 1       | 2008                                                                                          |
| Rio Ave F. C.                | 1       | 2009                                                                                          |
| C. D. Lugo                   | 1       | 2015                                                                                          |